# Traudel Gemmer
Traudel Gemmer (geboren 1949 in Celle) ist eine deutsche Steuerberaterin und Unternehmerin. Seit 2007 ist sie Mitglied des Landesverfassungsgerichts Sachsen-Anhalt.

## Beruflicher Werdegang
Traudel Gemmer machte 1975 ihr Examen und arbeitete zunächst auf Honorarbasis für eine andere Steuerkanzlei in Niedersachsen. In den Anfangsjahren war sie jüngstes Vorstandsmitglied der Steuerberaterkammer und dort die einzige Frau. Nach und nach bekam sie eigene Mandate. In der Wendezeit beriet sie viele ehemals volkseigene Firmen und Agrarbetriebe auch aus dem Magdeburger Raum.
1992 zog sie aus Niedersachsen nach Magdeburg und hat seitdem auch dort einen Standort ihrer Kanzlei. Ihre Tätigkeitsschwerpunkte sind Gründungsberatung, Begleitung von Umstrukturierungen und Unternehmensbewertung. 
Vom 13. Dezember 2007 bis zum 14. Dezember 2014 war sie Mitglied des Landesverfassungsgerichts Sachsen-Anhalt. Am 28. Oktober 2014 schlug der Ausschuss für Recht und Verfassung dem Landtag Traudel Gemmer für eine zweite Amtszeit vor. Sie wurde wiedergewählt und am 29. Januar 2015 auf eine siebenjährige Amtszeit vereidigt.

## Ämter und Mitgliedschaften
- 1993 Mitgründerin des Verbandes selbständiger Frauen in Sachsen-Anhalt, seitdem dessen Präsidentin[1][5]

- Vorsitzende des Vereins Miteinander-Füreinander des Landesverbandes für Krebsselbsthilfegruppen[1]
- Initiatorin und Mitgesellschafterin des Business Angel Netzwerkes Sachsen-Anhalt, einer Fondsgesellschaft, die privates Risikokapital für Gründer zukunftsorientierter Unternehmen gibt[2]
- 1999–2004 und seit 2011 Vorsitzende des Verwaltungsrates der AOK auf Arbeitgeberseite.[1][6]
- Geschäftsführerin von BPC Business Plan Consult GmbH,  Die Unternehmerinnen Akademie, Magdeburg[7]
- 2006 Mitgründerin, dann Präsidiumsmitglied des Dachverbandes der Arbeitgeber- und Wirtschaftsverbände[1][8]

## Auszeichnungen
- 2010 Bundesverdienstkreuz am Bande[8]

## Privates
Traudel Gemmer berichtet von einer Prägung durch ihre Urgroßmutter, die in den 50er Jahren ein politisches Amt innehatte und ihr vermittelte, dass man Verantwortung übernehmen müsse.